# ФК Рига
ФК Рига (лет. Riga FC) је летонски фудбалски клуб.

## Историјат
Клуб је званично основан у априлу 2014. године. Тим је састављен 2015. године након спајања две екипе из Риге — ФК Карамба Рига и Динамо Рига. У сезони 2015. екипа је играла у Другој лиги Летоније под именом ФК Карамба/Динамо. Након уласка у Прва лигу, клуб је променио име у ФК Рига.
Своје домаће утакмице игра на стадиону Сконто капацитета око 9.500 седећих места.

## Успеси
- Прва лига Летоније
  - Првак (2): 2018, 2019, 2020.
- Куп Летоније
  - Победник (2): 2018, 2023.

## Наступи Риге у европским такмичењима
| Сезона   | Такмичење         | Коло        | Противник       | Дом. | Гост | Резултат     |
| -------- | ----------------- | ----------- | --------------- | ---- | ---- | ------------ |
| 2018/19. | Лига Европе       | 1. коло кв  | ЦСКА Софија     | 1−0  | 0−1  | 1−1 (3:5 п.) |
| 2019/20. | Лига шампиона     | 1. коло кв. | Дандалк         | 0−0  | 0−0  | 0−0 (4:5 п.) |
| 2019/20. | Лига Европе       | 2. коло кв. | Пјаст Гливице   | 2−1  | 2−3  | 4−4 (пгг)    |
| 2019/20. | Лига Европе       | 3. коло кв. | Хелсинки        | 1−1  | 2−2  | 3−3 (пгг)    |
| 2019/20. | Лига Европе       | плеј-оф     | Копенхаген      | 1−0  | 1−3  | 2−3          |
| 2020/21. | Лига шампиона     | 1. коло кв. | Макаби Тел Авив | Н/Д  | 0−2  | 0−2          |
| 2020/21. | Лига Европе       | 2. коло кв. | Тре Фјори       | 1−0  | Н/Д  | 1−0          |
| 2020/21. | Лига Европе       | 3. коло кв. | Селтик          | 0−1  | Н/Д  | 0−1          |
| 2021/22. | Лига шампиона     | 1. коло кв. | Малме           | 1−1  | 0−1  | 1−2          |
| 2021/22. | Лига конференције | 2. коло кв. | Шкендија        | 2−0  | 1−0  | 3−0          |
| 2021/22. | Лига конференције | 3. коло кв. | Хибернијанс     | 0−1  | 4−1  | 4−2          |
| 2021/22. | Лига конференције | плеј-оф     | Линколн         | 1−1  | 1−3  | 2−4          |
| 2022/23. | Лига конференције | 1. коло кв. | Дери сити       | 2−0  | 2−0  | 4−0          |
| 2022/23. | Лига конференције | 2. коло кв. | Ружомберок      | 2−1  | 3−0  | 5−1          |
| 2022/23. | Лига конференције | 3. коло кв. | Жил Висенте     |      |      |              |